# Kamalaputi
Kamalaputi is een bestuurslaag in het regentschap Oost-Soemba van de provincie Oost-Nusa Tenggara, Indonesië. Kamalaputi telt 7822 inwoners (volkstelling 2010).